# Phrynus pinero
Phrynus pinero är en spindeldjursart som beskrevs av Armas och Ávila Calvo 2000. Phrynus pinero ingår i släktet Phrynus och familjen Phrynidae. Inga underarter finns listade i Catalogue of Life.